# Sinocallipus thai
Sinocallipus thai är en mångfotingart som beskrevs av Stoev, Enghoff, Panha, Fuangarworn 2007. Sinocallipus thai ingår i släktet Sinocallipus och familjen Sinocallipodidae. Inga underarter finns listade i Catalogue of Life.